# Älmö naturreservat
Älmö är ett naturreservat i Hylte kommun i Halland.
I reservatet finns främst bokskog, men även ek, björk, tall och asp. Det finns också några små bäckar och  mindre våtmarksområden.